# فتح سالونيك
تم فتح سالونيك علي يد السلطان العثماني مراد الثاني تحت قيادة حمزة بك الأرناؤوطي بعد حصار دام من 1422م- 1430م / 825 هـ - 833 هـ ضد الإمبراطورية البيزنطية وجمهورية البندقية، ظلت في أيدي العثمانيين على مدى القرون الخمسة التالية، حتى أصبحت جزءًا من مملكة اليونان في عام 1912.

## خلفية
كانت سالونيك بالفعل تحت السيطرة العثمانية من عام 1387 إلى عام 1403 قبل أن تعود إلى الحكم البيزنطي في أعقاب معركة أنقرة. بعد أن أيد البيزنطيون مصطفى جلبي كداعم منافس ضده، هاجم السلطان مراد الثاني سالونيك. وقد كان السلطان يأمل الاستيلاء على المدينة من أجل معاقبة حكام السلالة البيزنطية باليولوج لمحاولاتهم في التحريض على التمرد داخل الصفوف العثمانية. ولتحقيق هذه الغاية، وضع مراد الثاني الحصار إلى ميناء سالونيك في 1422.

## الحصار
في 1423 قام الحاكم البيزنطي أندرونيكوس باليولوج (ابن مانويل الثاني) بتسليم المدينة إلى جمهورية البندقية لعدم مقدرته على توفير القوى العاملة أو الموارد للدفاع عن المدينة، حيث قامت جمهورية البندقية بتولية عبء الدفاع عن المدينة، وفي الوقت نفسه، تم خوض الصراع في الغالب على شكل سلسلة من الغارات من كلا الجانبين ضد الأراضي الأخرى في البلقان وجزر بحر إيجه. حاول الفينيسيون مرارًا وتكرارًا ممارسة الضغط عن طريق منع مرور الدردنيل في جاليبولي، دون نجاح يذكر.
كان تأمل البندقية في الحصول على موافقة عثمانية لاحتلال البندقية لسالونيك. ومع ذلك، عندما حاول المحقق جورجيو تنفيذ مهمته إلى بلاط السلطان، ربما في فبراير 1424، لم يكن ناجحًا إلى درجة أن تم القاء القبض عليه وسجنه من قبل مراد.  رفض العثمانيون قبول التسليم، معتبرين أن وجود مدينة البندقية غير قانوني بسبب حقهم السابق في المدينة من خلال الفتح. [47] تم تلخيص الموقف العثماني من خلال الرد الذي زعمه مراد على سفراء البندقية الذين يسعون للسلام، كما سجله دوكاس في كتابه «السلطان مراد الثاني إلى مبعوثي البندقية»:
هذا وضع نمط الصراع المستمر لست سنوات بين العثمانيين والبندقية على السيطرة على سالونيك. في حين أن العثمانيين حاصروا سالونيك وهاجموها من الأرض، محاولين تجويعهم للاستسلام، أرسلت الجمهورية سفارات متكررة لتأكيد اعترافها بحيازتها سالونيك في مقابل جزية سنوية. لدعم جهودهم الدبلوماسية، حاول الفينيقيون الضغط على السلطان من خلال إثارة المتاعب على محيط العثمانيين، ورعاية الجهود من أجل حملة صليبية ضد العثمانيين، وإرسال أسطولهم لمهاجمة جاليبولي. بالمثل حاول العثمانيون صرف انتباه البندقية عن طريق شن غاراتهم الخاصة على ممتلكات البندقية في بحر إيجه.
حاول الفينيقيون تشكيل تحالفات مع حكام المنطقة الآخرين الذين كانوا يخشون التوسع العثماني. من خلال الاستفادة من انشغال العثمانيين بحصار جولوباك 1428، تمكن إبراهيم الثاني القرماني (حكم في الفترة من 1424 إلى 1464) من السيطرة على منطقة حميد، وفي أغسطس 1429، من خلال وساطة يانوس ملك قبرص (حكم 1398-1432)، اقتربت البندقية من إبراهيم للتحالف ضد مراد. وبدلاً من أن يؤدي ذلك إلى تحالف عسكري، إلا أن احتمال إقامة رابطة بين القبارصة الفينيسية والقرماني ساهم في تقريب العثمانيين من القوى الإسلامية الكبرى الأخرى في شرق البحر المتوسط، المماليك في مصر، حيث جعل ذلك الدولتان بينهم قضية مشتركة ضد وجود اللاتينين في المنطقة. حاول الفينيقيون أيضًا التأثير على مراد نحو السلام مع التهديد الذي تمثله طموحات شاه رخ بن تيمورلنك خاصة بعد هزيمة شاه رخ لقراقويونلو في سبتمبر 1929، مما جعله على مسافة مذهلة من نطاقات الأناضول العثمانية: لكن من الواضح أنه لم تكن لدى شاه رخ رغبة في استعادة هيمنة والده على المنطقة، أو حتى عبور الأراضي العثمانية إلى روملي، ولذلك عاد إلى أذربيجان عبر الساحل الشمالي من البحر الأسود. في هذا الحدث، استقر شاروخ في فصل الشتاء في أذربيجان، حيث أمر مراد الجنرال حمزة بك لقيادة قواته من الأناضول إلى أوروبا في فبراير 1430، وأرسله ضد سالونيك.

## للمزيد من القراءة
- Balfour، David، المحرر (1979). Politico-historical Works of Symeon Archbishop of Thessalonica (1416/17 to 1429). Vienna: Österreichische Akademie der Wissenschaften. ISBN:978-3-7001-0302-8.
- Jacoby, D. (2002). "Thessalonique de la domination de Byzance à celle de Venise. Continuité, adaptation ou rupture?". Mélanges Gilbert Dagron (بالفرنسية). Paris: Association des Amis du Centre d'Histoire et Civilisation de Byzance. pp. 303–318. ISBN:978-2-9519198-0-8.
- Lemerle، Paul (1951). "La domination vénitienne à Thessalonique". Miscellanea Giovanni Galbiati. Milan. ج. III. ص. 219–225.{{استشهاد بكتاب}}:  صيانة الاستشهاد: مكان بدون ناشر (link)
- Manfroni, Camillo (1910). "La marina veneziana alla difesa di Salonicco (1423–1430)". Nuovo Archivio Veneto, Nuova Serie (بالإيطالية). XX (1): 5–68.
- Melville-Jones، John R. (2002). Venice and Thessalonica, 1423–1430: The Venetian Documents. Padua: UniPress. ISBN:978-88-8098-176-3.
- Melville-Jones، John R. (2006). Venice and Thessalonica, 1423–1430: The Greek Accounts. Padua: UniPress. ISBN:978-88-8098-228-9.
- Tsaras, Yiannis (1977). "Η Θεσσαλονίκη από τους Βυζαντινούς στους Βενετσιάνους (1423-1430)" [Thessaloniki from the Byzantines to the Venetians (1423-1430)]. Makedonika (باليونانية). 17: 85–123. DOI:10.12681/makedonika.363. ISSN:0076-289X.
- Vryonis، Speros (1986). "The Ottoman conquest of Thessaloniki in 1430". في Bryer، Anthony؛ Lowry، Heath W. (المحررون). Continuity and Change in Late Byzantine and Early Ottoman Society. Papers given at a Symposium at Dumbarton Oaks in May 1982. The University of Birmingham, Centre for Byzantine Studies. ص. 281–321. ISBN:978-0-7044-0748-0.